# Đường sắt Nam Mãn Châu

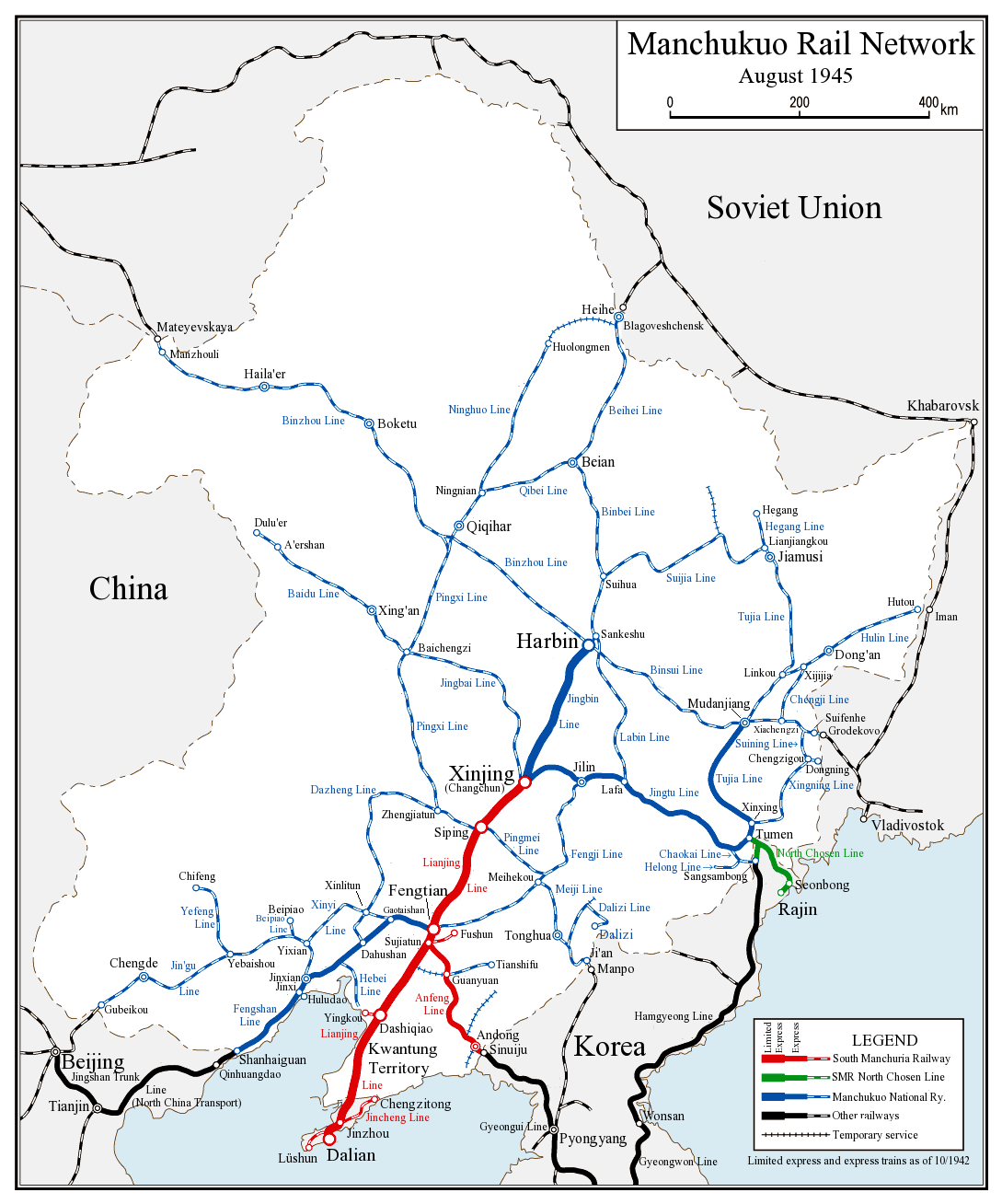
Hệ thống đường sắt ở Mãn Châu năm 1945. Chặng đường chính tô màu đỏ

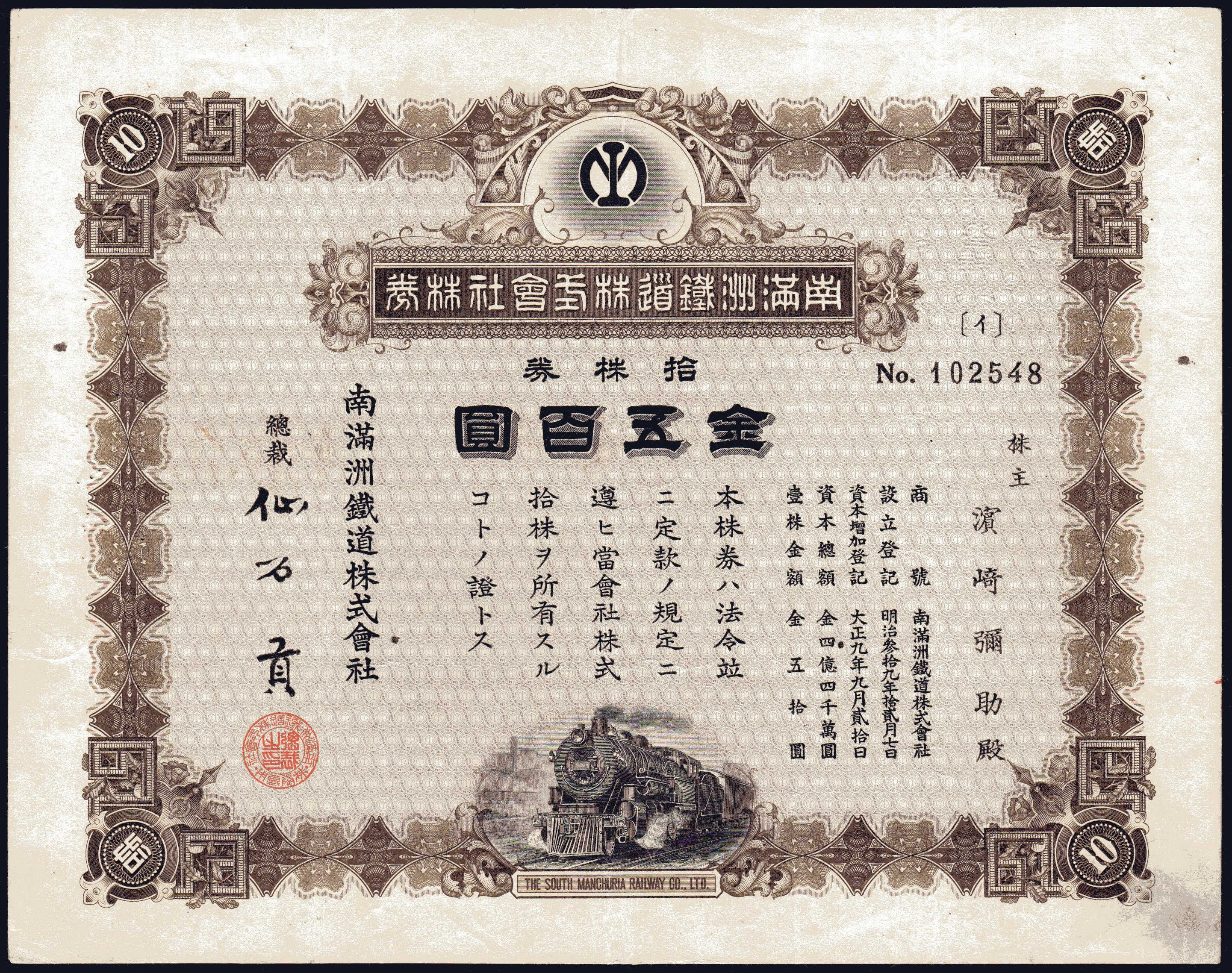
Cổ phiếu hãng đường sắt Nam Mãn Châu mệnh giá 500 yen, phát hành năm 1920. Giấy ghi: Nam Mãn Châu thiết đạo châu thức hội xã châu khoán nghĩa là "Chứng từ hãng đường sắt Nam Mãn Châu"

Đường sắt Nam Mãn Châu là một công ty lớn của Đế quốc Nhật Bản quản lý tuyến đường sắt Đại Liên- Phụng Thiên-Tân Kinh ở Mãn Châu, hoạt động từ năm 1931 đến 1945.
Nguyên thủy chặng đường sắt này do Đế quốc Nga thiết lập sau sau khi thuyết phục được triều đình nhà Thanh nhường cho Nga bán đảo Liêu Đông. Nga đặt căn cứ hải quân ở Lữ Thuận (đổi tên thành Порт-Артур: Port Artur) và để trấn an các cường quốc đang ganh nhau quyền lực ở Á Đông, Nga đồng ý lập hải cảng tự do ở Đại Liên gần đó (đổi tên thành Дальний: Dal'nii) để mọi thành phần cùng khai thác. Tuy nhiên để giữ ưu thế, Nga xúc tiến xây đường sắt nối Đại Liên với Cáp Nhĩ Tân và tuyến đường sắt Xuyên Sibir để quân Nga dễ bề đưa bộ binh vào chiếm đoạt và nắm địa vị chủ nhân ông ở Mãn Châu.
Nhật coi đó là mối đe dọa an ninh của Nhật nên ra tay năm 1904 gây ra Nhật-Nga chiến tranh. Một năm sau chiến tranh kết thúc; Nga đại bại; chiếu theo Hòa ước Portsmouth Nga không những phải giao quyền quản lý tuyến đường sắt tối quan trọng này lại cho Nhật mà còn phải triệt thoái khỏi toàn bộ Mãn Châu.
Hãng Đường sắt Nam Mãn Châu tiếp thu các thiết bị năm 1906, và đưa vào hoạt động các chuyến xe lửa chạy dọc huyết lộ giao thông sông Liêu, đến năm 1917 thì công ty này quản lý luôn hệ thống đường sắt ở Triều Tiên, bấy giờ đã bị Nhật Bản đô hộ.
Năm 1932 công ty Nam Mãn Châu còn điều hành toàn thể hệ thống đường sắt Mãn Châu Quốc.
Ngoài việc vận hành xe lửa, cơ quan này đảm nhiệm các sinh hoạt kinh tế, văn hóa và chính trị ở Mãn Châu. Chấp hành chính sách của Nhật triều, công ty Nam Mãn Châu đưa dân Nhật sang lập nghiệp, lập trường học cho trẻ em Nhật, mở nông trường, đặt nền móng cho Nhật cai trị xứ Mãn Châu lâu dài...
Năm 1945 Nhật Bản thất trận. Công ty Đường sắt Nam Mãn Châu bị giải tán. Hồng quân Liên Xô tiếp thu và giao chuyển cho Trung QuốcTrung Quốc]] năm 1949.